# 40 ans de chansons
Albums de Anne Sylvestre
Les Arbres verts
(1998) Partage des eaux
(2000)
40 ans de chansons est une compilation d'Anne Sylvestre paru chez EPM en 1998.
La même année est sorti un recueil des paroles de ses chansons, Sur mon chemin de mots, en coédition EPM/Le Castor astral.

## Titres
Toutes les chansons sont écrites et composées par Anne Sylvestre.
| No  | Titre                                                                                   | Durée      |
| --- | --------------------------------------------------------------------------------------- | ---------- |
| 1.  | Porteuse d'eau (1959, de l'album Anne Sylvestre chante…)                                | 2 min 32 s |
| 2.  | Les Cathédrales (1960, de l'album Anne Sylvestre chante…)                               | 3 min 57 s |
| 3.  | Mon mari est parti (1961, de l'album Anne Sylvestre chante…)                            | 3 min 13 s |
| 4.  | La Femme du vent (1962, de l'album La Femme du vent)                                    | 3 min 05 s |
| 5.  | Les Amis d'autrefois (1963, de l'album Vous aviez, ma belle)                            | 2 min 52 s |
| 6.  | T'en souviens-tu la Seine (1964, de l'album T'en souviens-tu la Seine)                  | 3 min 11 s |
| 7.  | Lazare et Cécile (1965, de l'album Lazare et Cécile)                                    | 3 min 23 s |
| 8.  | Le Géranium (1967, de l'album Berceuse pour moi)                                        | 2 min 52 s |
| 9.  | Mousse (1968, de l'album Mousse)                                                        | 3 min 30 s |
| 10. | Aveu (1969, de l'album Aveu)                                                            | 2 min 42 s |
| 11. | Abel, Caïn, mon fils (1970, de l'album Abel, Caïn, mon fils)                            | 4 min 10 s |
| 12. | Lettre ouverte à Élise (1973, de l'album Les Pierres dans mon jardin)                   | 3 min 08 s |
| 13. | Une sorcière comme les autres (1975, de l'album Une sorcière comme les autres)          | 7 min 11 s |
| 14. | Les Gens qui doutent (1977, de l'album Comment je m'appelle)                            | 2 min 54 s |
| 15. | Ma Chérie (duo avec Alice Yonnet-Droux, 1978, du film de Charlotte Dubreuil Ma Chérie)  | 2 min 19 s |
| 16. | Lâchez-moi (1981, de l'album Dans la vie en vrai)                                       | 3 min 18 s |
| 17. | Écrire pour ne pas mourir (1985, de l'album Écrire pour ne pas mourir)                  | 4 min 12 s |
| 18. | Comme un personnage de Sempé (1986, de l'album Tant de choses à vous dire)              | 3 min 21 s |
| 19. | Sur mon chemin de mots (1994, de l'album D'amour et de mots)                            | 3 min 03 s |
| 20. | Si ce n'est toi, c'est donc ton frère (1997, de l'album Chante… au bord de La Fontaine) | 1 min 51 s |

## Réédition
Cette compilation est ressortie en double CD avec l'enregistrement de l'Olympia d'avril 1998, sous le titre Morceaux choisis, en 1999.